# Station Corbeil-Essonnes
Station Corbeil-Essonnes is een spoorwegstation aan de spoorlijn Villeneuve-Saint-Georges - Montargis. Het ligt in de Franse gemeente Corbeil-Essonnes in het departement Essonne (Île-de-France).

## Geschiedenis
Het station is op 17 september 1840 geopend, als Gare de Corbeil (station Corbeil), bij de opening van de sectie Villeneuve-Saint-Georges - Corbeil van de spoorlijn Villeneuve-Saint-Georges - Montargis. Op 1 juni 1897 werd de lijn het beginpunt van de spoorlijn Corbeil-Essonnes - Montereau. Op 6 december 1975 werd de lijn het eindpunt van de spoorlijn Grigny - Corbeil-Essonnes.
Op 9 augustus 1951 veranderde de naam van het station van Corbeil naar Corbeil-Essones, als gevolg van de fusie van de plaatsen Corbeil-sur-Seine en Essonnes tot Corbeil-Essonnes.

## Ligging
Het station ligt op kilometerpunt 32,367 van de spoorlijn Villeneuve-Saint-Georges - Montargis. Het station is ook het eindpunt van de spoorlijn Grigny - Corbeil-Essonnes en het beginpunt van de spoorlijn Corbeil-Essonnes - Montereau.

## Diensten
Het station wordt aangedaan door verschillende treinen van de RER D:
- tussen Villiers-le-Bel - Gonesse/Goussainville en dit station;
- tussen Châtelet - Les Halles en Malesherbes;
- tussen Villiers-le-Bel - Gonesse/Juvisy Melun via Évry - Courcouronnes. Tijdens deze spits rijden de treinen niet verder van Juvisy, in de daluren rijden de treinen verder naar Villiers-le-Bel - Gonesse.

## Vorige en volgende stations
| Richting                                                        | Vorig station                  | Lijn  | Volgend station     | Richting       |
| --------------------------------------------------------------- | ------------------------------ | ----- | ------------------- | -------------- |
| Villiers-le-Bel - Gonesse D5/Goussainville D7 (via Ris-Orangis) | Évry Val-de-Seine              | RER D | Eindpunt            | Eindpunt D6    |
| Châtelet - Les Halles D8 (via Évry-Courcouronnes Centre)        | Le Bras de Fer - Évry-Génopole | RER D | Moulin-Galant       | Malesherbes D4 |
| Juvisy (via Évry-Courcouronnes Centre)                          | Le Bras de Fer - Évry-Génopole | RER D | Essonnes - Robinson | Melun D2       |